# العلاقات الإماراتية البيلاروسية
العلاقات الإماراتية البيلاروسية هي العلاقات الثنائية التي تجمع بين الإمارات العربية المتحدة وروسيا البيضاء.

## مقارنة بين البلدين
هذه مقارنة عامة ومرجعية للدولتين:
| وجه المقارنة                                              | الإمارات العربية المتحدة | روسيا البيضاء                    |
| --------------------------------------------------------- | ------------------------ | -------------------------------- |
| المساحة (كم2)                                             | 83.60 ألف                | 207.60 ألف                       |
| عدد السكان (نسمة)                                         | 9.40 مليون               | 9.50 مليون                       |
| الكثافة السكانية (ن./كم²)                                 | 112.44                   | 45.76                            |
| العاصمة                                                   | أبو ظبي                  | مينسك                            |
| اللغة الرسمية                                             | اللغة العربية            | اللغة البيلاروسية، اللغة الروسية |
| العملة                                                    | درهم إماراتي             | روبل بلاروسي                     |
| الناتج المحلي الإجمالي (بليون دولار)                      | 382.58 مليار             | 54.44 مليار                      |
| الناتج المحلي الإجمالي (تعادل القوة الشرائية) بليون دولار | 640.72 مليار             | 168.35 مليار                     |
| الناتج المحلي الإجمالي الاسمي للفرد دولار أمريكي          | 40.44 ألف                | 5.74 ألف                         |
| الناتج المحلي الإجمالي للفرد دولار أمريكي                 | 67.67 ألف                | 18.18 ألف                        |
| مؤشر التنمية البشرية                                      | 0.835                    | 0.798                            |
| رمز المكالمات الدولي                                      | +971                     | +375                             |
| رمز الإنترنت                                              | .ae، .امارات             | .by، .бел                        |
| المنطقة الزمنية                                           | ت ع م+04:00              | ت ع م+03:00                      |

## مدن متوأمة
في ما يلي قائمة باتفاقيات التوأمة بين مدن إماراتية وبيلاروسية:
- ترتبط أبو ظبي مع مينسك باتفاقية توأمة منذ 26 أكتوبر 2002.[15]

## منظمات دولية مشتركة
يشترك البلدان في عضوية مجموعة من المنظمات الدولية، منها:
| علم المنظمة | اسم المنظمة                               | تاريخ انضمام الإمارات العربية المتحدة | تاريخ انضمام روسيا البيضاء |
| ----------- | ----------------------------------------- | ------------------------------------- | -------------------------- |
|             | الاتحاد البريدي العالمي                   | ?                                     | ?                          |
|             | منظمة حظر الأسلحة الكيميائية              | ?                                     | ?                          |
|             | الأمم المتحدة                             | 9 ديسمبر 1971                         | 24 أكتوبر 1945             |
|             | وكالة ضمان الاستثمار متعدد الأطراف        | 20 أكتوبر 1993                        | 3 ديسمبر 1992              |
|             | منظمة الشرطة الجنائية الدولية             | ?                                     | ?                          |
|             | مؤسسة التمويل الدولية                     | 30 سبتمبر 1977                        | 2 نوفمبر 1992              |
|             | الاتحاد الدولي للاتصالات                  | 27 يونيو 1972                         | 7 مايو 1947                |
|             | البنك الدولي للإنشاء والتعمير             | 22 سبتمبر 1972                        | 10 يوليو 1992              |
|             | المركز الدولي لتسوية المنازعات الاستشارية | 22 يناير 1982                         | 9 أغسطس 1992               |
|             | يونسكو                                    | 20 أبريل 1972                         | 12 مايو 1954               |

## وصلات خارجية
- موقع وزارة الخارجية الإماراتية
- موقع وزارة الخارجية البيلاروسية